# Stanisław Ziemecki
Stanisław Ziemecki, początkowo Stanisław Landau (ur. 11 kwietnia 1881 w Warszawie, zm. 19 stycznia 1956) – polski fizyk, rektor Wieczorowej Szkoły Inżynierskiej w Lublinie w latach 1953–1956.

## Życiorys
Pochodził z rodziny inteligenckiej, był synem i wnukiem znanych lekarzy. Początkowo używał nazwiska Landau. W 1898 ukończył Gimnazjum Filologiczne im. Mikołaja Reja w Warszawie i podjął studia medyczne na Uniwersytecie Warszawskim. Nie ukończył jednak medycyny, w trakcie II roku studiów przeniósł się na Wydział Przyrodniczy. W 1904 uzyskał stopień kandydata nauk przyrodniczych, specjalizując się w fizyce. Obronił pracę dotyczącą własności optycznych kryształów dwuosiowych, opracowaną pod kierunkiem prof. Georga Wulffa (uznanego krystalografa pochodzenia rosyjskiego). Na uniwersytetach w Genewie i Getyndze kontynuował edukację w zakresie matematyki, mechaniki i fizyki.
W 1909 został profesorem i kierownikiem laboratorium w Szkole Mechaniczno-Technicznej H. Wawelberga i S. Rotwanda w Warszawie. Lata międzywojenne spędził jako docent i profesor w Szkole Głównej Gospodarstwa Wiejskiego, gdzie organizował nauczanie fizyki. W 1926 r. na Wydziale Przyrodniczym Uniwersytetu Warszawskiego obronił doktorat, a w 1931 na Wydziale Elektrycznym Politechniki Warszawskiej przeprowadził habilitację.
Po wojnie organizował życie naukowe w zakresie fizyki na nowo powołanym Uniwersytet Marii Curie-Skłodowskiej w Lublinie. Zasłużył się dla powstania Wieczorowej Szkoły Inżynierskiej w Lublinie (późniejszej Politechniki Lubelskiej). Był jej pierwszym rektorem. Należał do Towarzystwa Naukowego Warszawskiego, współzakładał Polskie Towarzystwo Fizyczne (1919).
Pierwszą znaczącą pracę opublikował jeszcze w czasie studiów w Getyndze; dotyczyła magnetycznego skręcania płaszczyzny polaryzacji w promieniowaniu ultrafioletowym. Objaśnił zjawisko jarzenia się par rtęci pod wpływem promieniowania rentgenowskiego. Prowadził pionierskie obserwacje promieniowania jądrowego w atmosferze. Wraz z Konstanym Jodko-Narkiewiczem i Zbigniewem Burzyńskim wysunął pomysł lotu balonu do granic troposfery (1936), czego jednak nie udało się zrealizować („Gwiazda Polski”). Opublikował łącznie 11 książek i kilkanaście prac naukowych.
Został odznaczony Krzyżem Oficerskim Orderu Odrodzenia Polski (1950).
Jego żoną była Anna z d. Mączyńska (15.05.1905–17.07.1996).

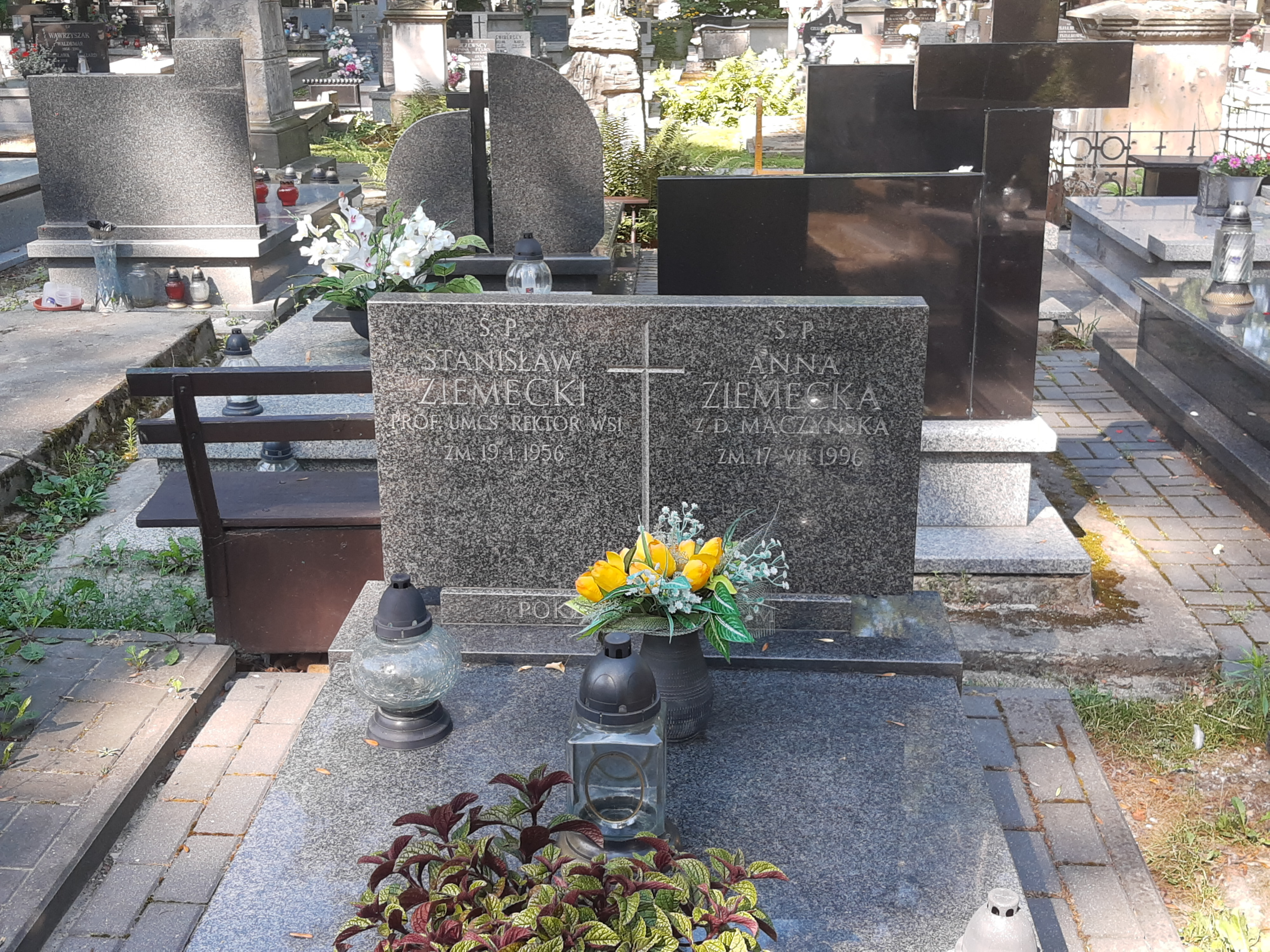
Grób prof. Stanisława Ziemeckiego na cmentarzu przy Lipowej